# Michaela Kohlbauer
Michaela Kohlbauer (ur. 28 października 1982) – austriacka lekkoatletka specjalizująca się w skoku o tyczce.

## Osiągnięcia
- wielokrotna mistrzyni kraju

## Rekordy życiowe
- skok o tyczce (stadion) - 3,96 (2001)
- skok o tyczce (hala) - 3,90 (2002)